# La Badia (Aiguaviva)
La Badia és un edifici del municipi d'Aiguaviva (Gironès) que fou una antiga abadia. Forma part de l'Inventari del Patrimoni Arquitectònic de Catalunya.

## Descripció
Hi ha diversos indicis que fou una abadia: S'observen forats-obertures petites verticals en la planta baixa i coberta amb volta rebaixada a l'interior, pou interior, distribució de considerables dimensions... Elements heràldic en les façanes, portes laterals. Asimetria amb tres crugies. Ràfec amb teula girada. Finestrals amb detalls decoratius florals. Considerables dimensió del porxo de totxo massís a la part posterior. Fumeral d'època tardana. Murs de pedra volcànica i arrebossats. Tres antics rellotges de sol, possiblement de diferents èpoques de reformes i ampliacions. Contraforts.